# 원더스트럭
《원더스트럭》(영어: Wonderstruck)은 2017년 개봉한 미국의 드라마 영화이다. 토드 헤인스가 감독을 맡았으며, 브라이언 셀즈닉의 동명 소설 Wonderstruck 이 영화의 원작이다. 2017 칸 영화제 경쟁 부문 초청작이다.

## 출연

### 주연
- 줄리안 무어
- 오크스 페글리
- 밀리센트 시몬스
- 미셸 윌리엄스

### 조연
- 제이든 마이클
- 톰 누난
- 제임스 얼바니악
- 모건 터너
- 코리 마이클 스미스
- 에이미 하그리브즈
- 존 보이드

## 기타
- 원작자: 브라이언 셀즈닉
- 공동제작: 프랭크 머레이
- 미술: 마크 프리드버그
- 세트: 데브라 슈트
- 시각효과: 루이스 모린
- 의상: 샌디 파웰
- 배역: 로라 로센달